# Charlotte Legernes
Charlotte Legernes (före detta Westring), född 21 maj 1962 är en svensk före detta friidrottare. Hon tävlade för först IK Vikingen och sedan Ullevi FK.